# Don Quijote
~
Don Quijote de la Mancha, teljes címén Az elmés nemes Don Quijote de la Mancha (spanyolul: El ingenioso hidalgo don Quijote de la Mancha, eredeti helyesírással …Don Quixote…) 17. század eleji spanyol pikareszk regény, amelyet Miguel de Cervantes írt.
Cervantes történetének alapját egy fiktív mór történész, Cide Hamete Benengeli kézirata adta. A Don Quijote azonkívül, hogy a legnépszerűbb spanyol irodalmi munka, egyúttal a világ leghíresebb irodalmi munkái között is szerepel. A norvég Nobel intézet által végzett 2002-es Top 100 világirodalom klasszikus lista szavazáson 50%-kal több voksot kapott, mint bármely más könyv.

## Kiadásai
A Don Quijote első részét 1605-ben adták ki Az elmés nemes Don Quijote de la Mancha (spanyolul: El ingenioso hidalgo Don Quixote de la Mancha) címen. A második rész Az elmés nemes Don Quijote de la Mancha második része címmel 1615-ben jelent meg.
Az első rész Madridban látott napvilágot Francisco de Robles költségén, Juan de la Cuesta nyomdájában, 1604 végén. 1605 januárjában jelent meg először, de a gyors kiadás miatt számos hibával. Ebben az évben egy javított kiadása is megjelent a műnek ugyanabban a nyomdában. A könyv gyorsan népszerűvé vált, hamar megjelent kalózkiadása is Valenciában és Lisszabonban. A következő kiadásokat Aragóniában és Portugáliában jelentették meg, amelyekhez Robles még februárban adott pénzt. Azonban Cervantes a kasztíliai kiadásból nem sok hasznot látott. 1605 augusztusáig már két kiadása volt Madridban ill. Lisszabonban, egy pedig Valenciában. 1607-ben Brüsszelben is megjelent, majd a következő évben Robles (ismét Madridban) egy újabb kiadás költségeit állta. 1610-ben jelent meg az első olasz kiadás, majd egy év múlva Brüsszelben újra megjelent a Don Quijote.
A második rész első kiadása ugyanott jelent meg, ahol az első 1615 végén. Egy év múlva Brüsszelben és Valenciában, majd rá egy évre Lisszabonban jelent meg a Don Quijote második része. Az egyesített mű először Barcelonában jelent meg 1617-ben.

## A regény világa

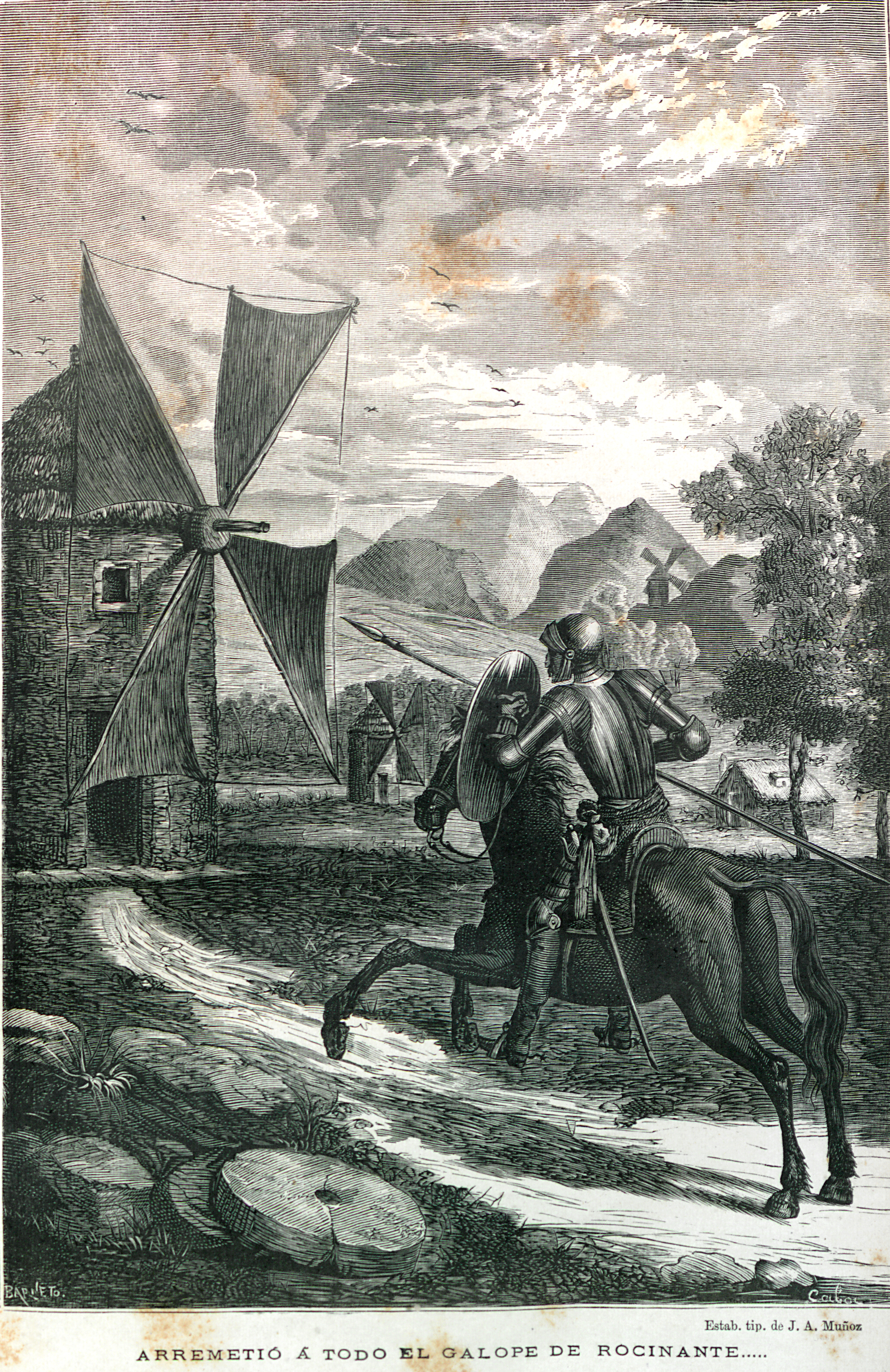
Don Quijote paripájával, Rocinantéval megrohamozza a szélmalmot (1877-es illusztráció)

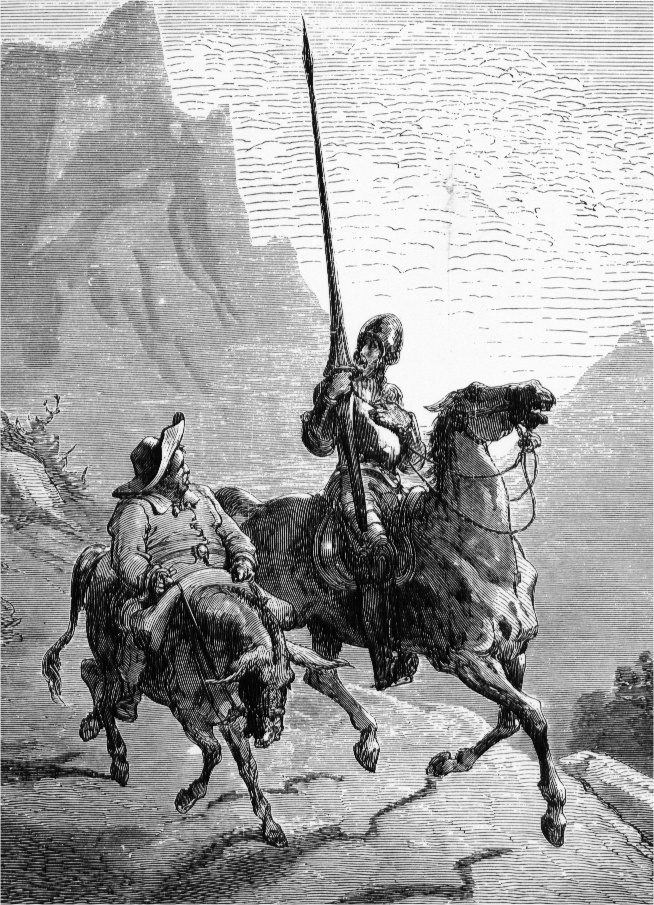
Don Quijote és hű fegyverhordozója, Sancho Panza

A könyv főhőse Alonso Quijana, egy vidéki úriember, aki rengeteg lovagregényt olvasott, aminek hatására meggyőződésévé válik, hogy ő is vándorló lovag. Mint „Don Quijote de la Mancha” indul el kalandokat keresni, „fegyverhordozójával”, az egyszerű észjárású, paraszti sorból származó Sancho Panzával.
A „hölgy”, akinek felkutatására indul Quijote (kötelező lovagregény-toposz), Dulcinea del Toboso, egy elképzelt személy, a főhős elméjében Aldonza Lorenzot, egy lányt a szomszéd tanyáról ruházott fel a lovagi hölgy erényeinek kellékeivel. Igazi kiléte mindvégig rejtély marad, minthogy a regényben magában meg sem jelenik, a személyére történő utalások ellentmondanak egymásnak (ugyanis Dulcinea Tobosóban kocsmároslány). Ő lesz az illúziójában ragadt „lovag” nemes és elérhetetlen szerelme.

## Szerkezet, cselekmény
Don Quijote [kihóte] – a híres manchai lovag, Cervantes azonos című regényének hőse. Egyszerű kisnemes volt, és a szerény Alonso Quijano nevet viselte, de olyan hóbortos szenvedéllyel gyűjtötte és olvasta a divatos lovagregényeket, hogy egyfelől birtoka ráment a drága könyvekre, másfelől a képzelt történeteket a valósággal egynek vette, s ősei rozsdás páncélját felöltve, rozzant gebéjén (amelyet a hangzatos Rocinante névre keresztelt) maga is lovagi kalandokra indult. Úrnőjének egy szomszéd falubeli parasztlányt szemelt ki (neki a Dulcinea del Toboso nevet adta); utóbb egy birtok ígéretével rávette a szomszédjában lakó együgyű, köpcös parasztot, Sancho Pansát, hogy fegyvernöki minőségben kísérje el útjain. ~ számtalan kínos kalandba keveredett, mert a prózai valóságot minduntalan a regények képzelt helyzeteivel azonosította, a juhnyájat például ellenséges hadnak, a szélmalmokat óriásoknak, a gyaloghintón vitt hölgyet elrabolt hercegnőnek nézte; mindannyiszor kardot ragadott, de csak kalamajkát okozott, és többnyire őt magát páholták el, bár Sanchónak is kijutott az ütlegekből. Többször is hazazsuppolták vagy félholtan hazacipelték, de ő nem lelte nyugalmát, és rokonai meg barátai éberségét kijátszva újra nekivágott bolondos kalandjainak. Közben volt vezeklő remete, őrjöngő szerelmes, hercegek és más nagyurak önkénytelen udvari bolondja; végül a sok viszontagság aláásta egészségét, s utolsó útjáról már csak meghalni hozta haza a derék Carrasco Sámson diák. Halálos ágyán belátta életének balgaságát, és megátkozta a lovaghistóriákat. ~ alakjával és groteszk kalandjaival az író az önmagát túlélt, de a maga korában még igen népszerű lovagtörténetek műfaját akarta kinevettetni, ám hősében többet teremtett, mint eszelős ábrándkergetőt. A „búsképű lovag” minden tette a gyengék és elesettek megsegítésének önzetlen szándékából fakad; bár megmosolyogjuk, érezzük, hogy erkölcsileg és lelki nemesség dolgában fölébe emelkedik környezetének. Ő a jó szándékú idealista halhatatlan irodalmi jelképe, a szélmalmokkal is szembeszálló ember, aki elbukhat ugyan, de a jó ügyért vívott, akár sikertelen harc létjogosultságára ő adja a végletes példát.

## Utóélete

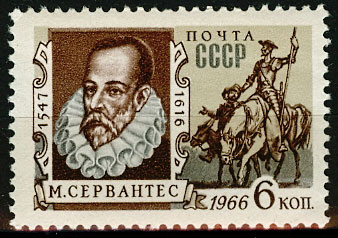
Szovjet bélyegen Cervantes és Don Quijote (1966)

Két külön részben adták ki Az elmés nemes Don Quijote de la Manchát, ez lett a spanyol aranykor – és valószínűleg az egész spanyol irodalom – legnagyobb hatású irodalmi munkája. Ez volt az első újkori regény. Mint a nyugati modern irodalom egyik alapműve, gyakran látható a legnagyobb fikciós művek mindenkori listáján.
Don Quijote alakja az örök illúziók és reménytelen küzdelmek (szélmalomharcok) allegóriája lett.

### Filmfeldolgozások
- Don Quijote (1974, musical)
- Don Quijote de la Mancha (televíziós sorozat, 1979)

## Magyarul

### 1919-ig
- Don Quichotte de la Manche. Nagyobb gyermekek számára...; ford. Karády Ignác; Heckenast, Pest, 1848
- Don Quichotte, a' híres manchai lovag, 1–2.; franciából ford. Horváth György; Szilády, Kecskemét, 1850
- Don Quichote kalandjai. Az ifjúság számára mulatságos olvasmányul; Heckenast, Pest, 1870 (Mese-könyv)
- Az elmés nemes, Don Quijote de la Mancha, 1–4.; ford. Győry Vilmos; Kisfaludy-Társaság, Bp., 1873–1876
- Don Quixote a híres manchai lovag élete és kalandjai; ifjúsági átdolg.; Lauffer, Bp., 1883
- Don Quijote de la Mancha; ifjúsági átdolg. Radó Antal; Lampel, Bp., 1895
- Az elmés nemes Don Quijote de la Mancha; ford. Győry Vilmos, átdolg., bev., jegyz. Huszár Vilmos; Athenaeum, Bp., 1900
- Don Quichote kalandjai. Az ifjúság számára mulatságos olvasmányul; 3., átdolg. kiad.; Franklin, Bp., 1905
- A híres neves Don Quijote lovag kalandjai. Az ifjuság számára átdolgozott legújabb magyar kiadás; Athenaeum, Bp., 1906
- Don Quijote kalandjai; ifjúsági átdolg. Baróti Lajos; Rozsnyai, Bp., 1918 k.

### 1920–1944
- Az elmés, nemes Don Quiote la manchai lovag élete és kalandjai; ifjúsági átdolg.; Afra, Bp., 1926
- Don Quijote; átdolg. Mándy Iván; Vigilia, Bp., 1943 (Az ifjúság klasszikusai)
- Don Quijote; átdolg. Radnóti Miklós; Cserépfalvi, Bp., 1943

### 1945–1989
- Az elmés nemes Don Quijote de la Mancha, 1–2.; ford. Győry Vilmos, átdolg. Szász Béla, bev. Benyhe János; Csehszlovákiai Magyar Kiadó, Bratislava, 1955 (A világirodalom klasszikusai)
- Don Quijote, 1–2.; szöveg Cervantes Gordon Éva, ill. Zórád Ernő; Ifjúsági Lapkiadó–Junge Welt, Bp.–Berlin, 1957 [ifjúsági képregény]
- Az elmés nemes Don Quijote de la Mancha; Győry Vilmos fordítását és Szász Béla szerkesztői javításait átdolgozta Benyhe János, versford. Somlyó György, jegyzetek Benyhe János; Bp., 1962

### 1990–
- Don Quijote de la Mancha, 1–3.; ford. V. Pánczél Éva; Elektra Kiadóház, Bp., 2003
- Az elmés nemes Don Quijote de la Mancha, 1–2; ford. Benyhe János Győry Vilmos fordításának és Szász Béla szerkesztői javításainak részleges felhasználásával, versford. Somlyó György, előszó Milan Kundera, utószó és jegyzetek Benyhe János; Európa, Bp., 2005[3]
- Don Quijote de la Mancha. 4. szint; átdolg. María Asensio, ford. Rusznák György; Napraforgó, Bp., 2016 (Olvass velünk!)